# Rezerwat przyrody Las Warmiński im. prof. Benona Polakowskiego

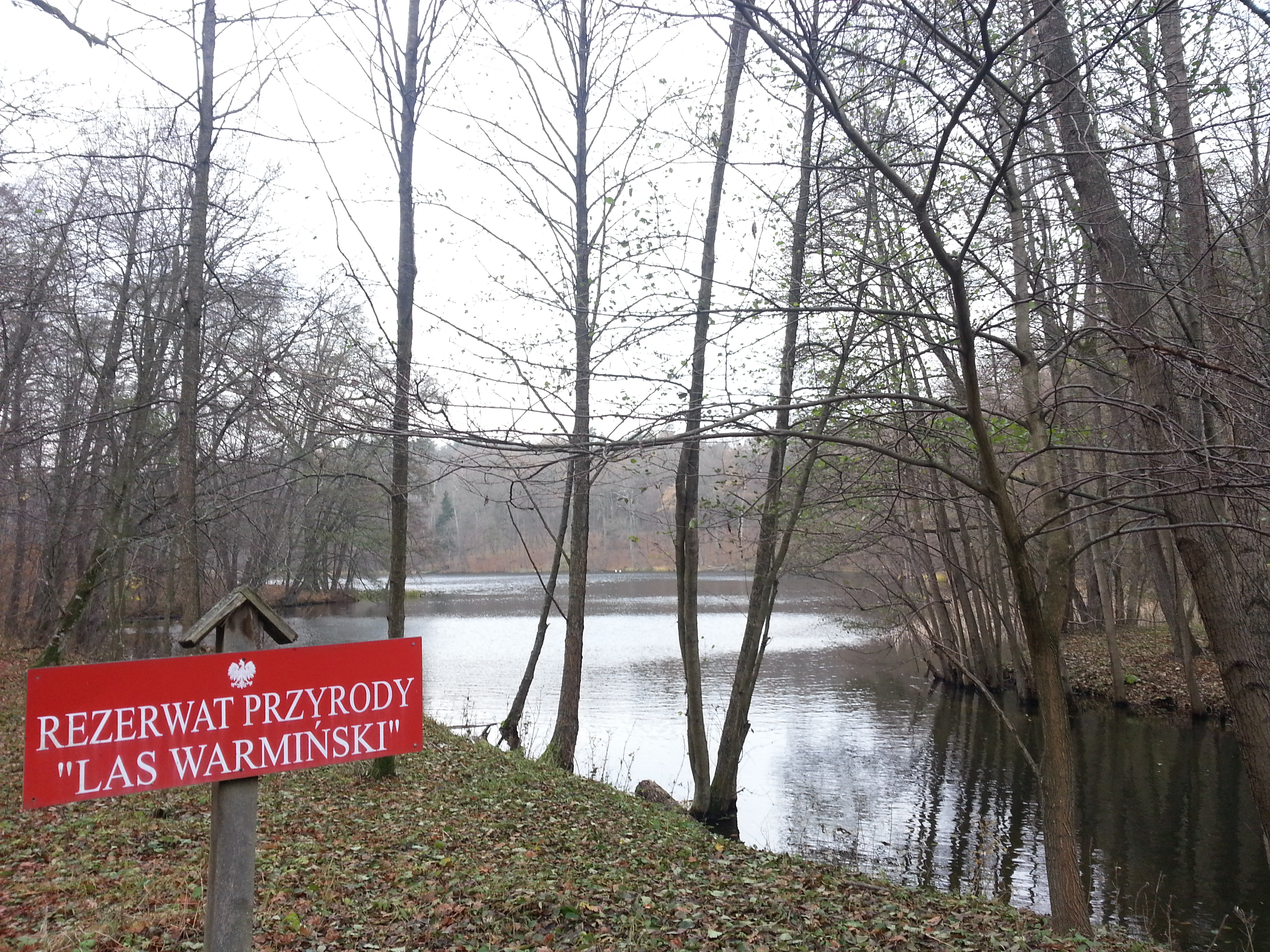
Rezerwat przyrody Las Warmiński jesienią, widok od strony śluzy na rzece Łynie

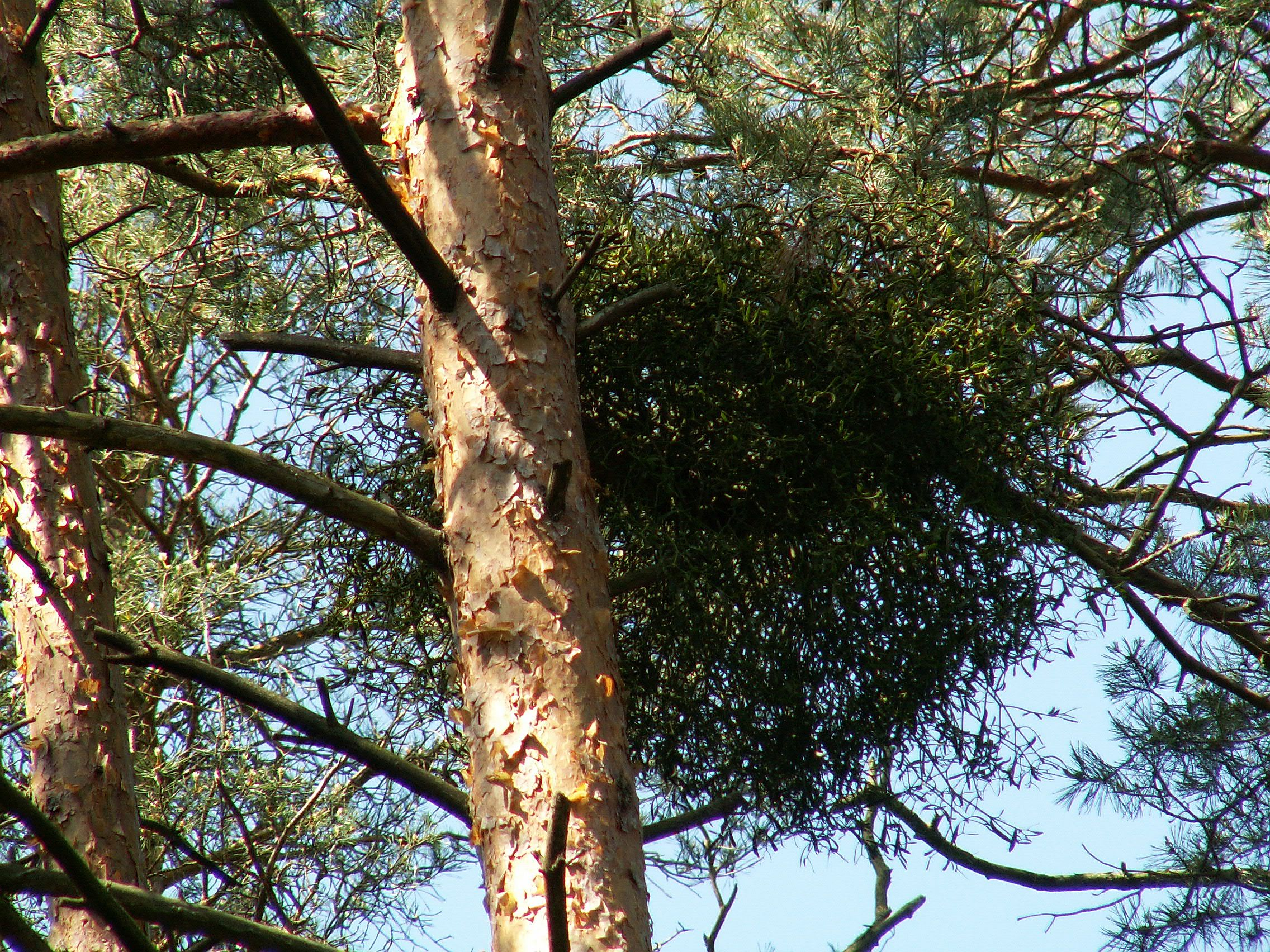
Sosna

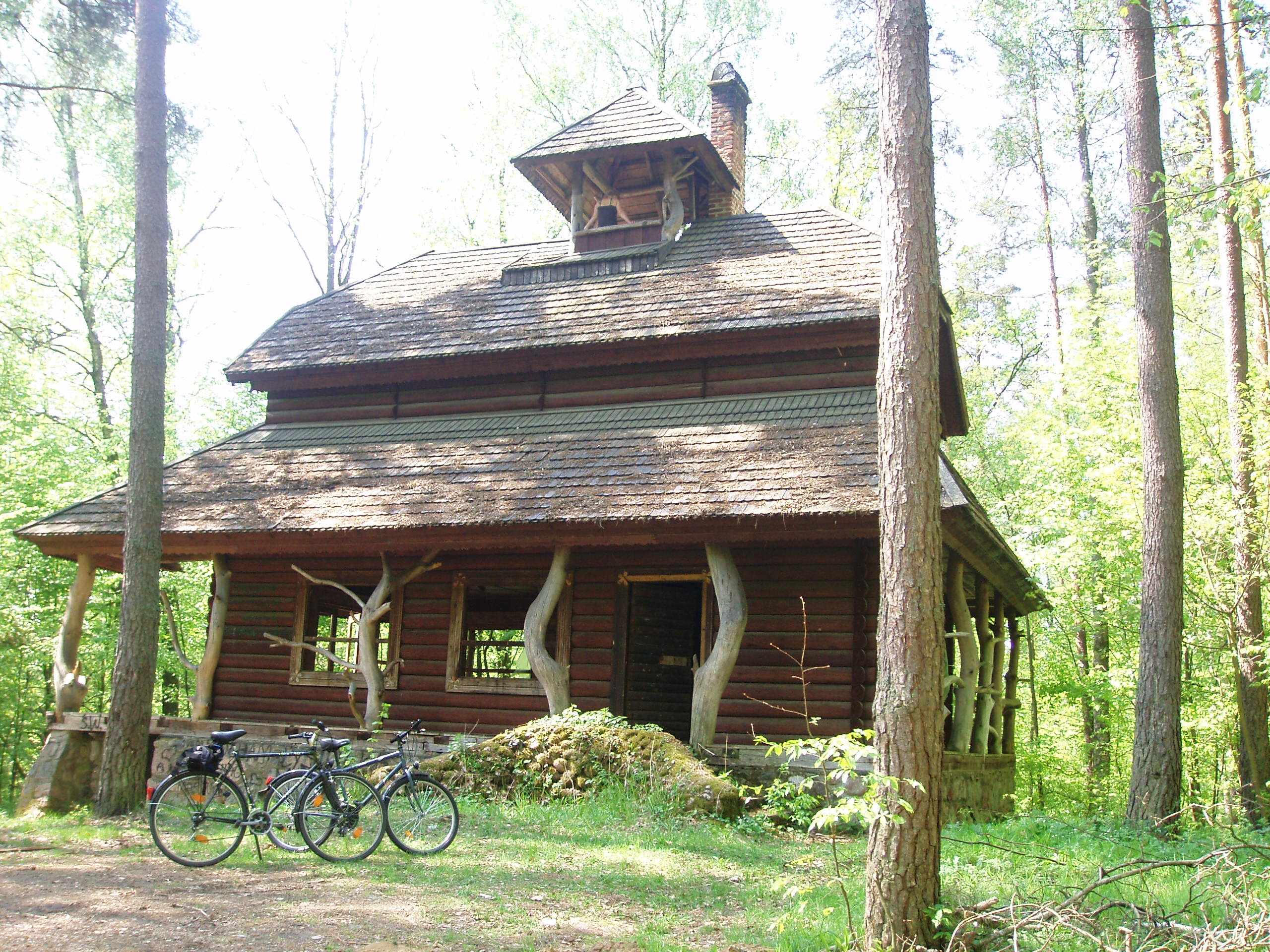
Domek myśliwski Gierka

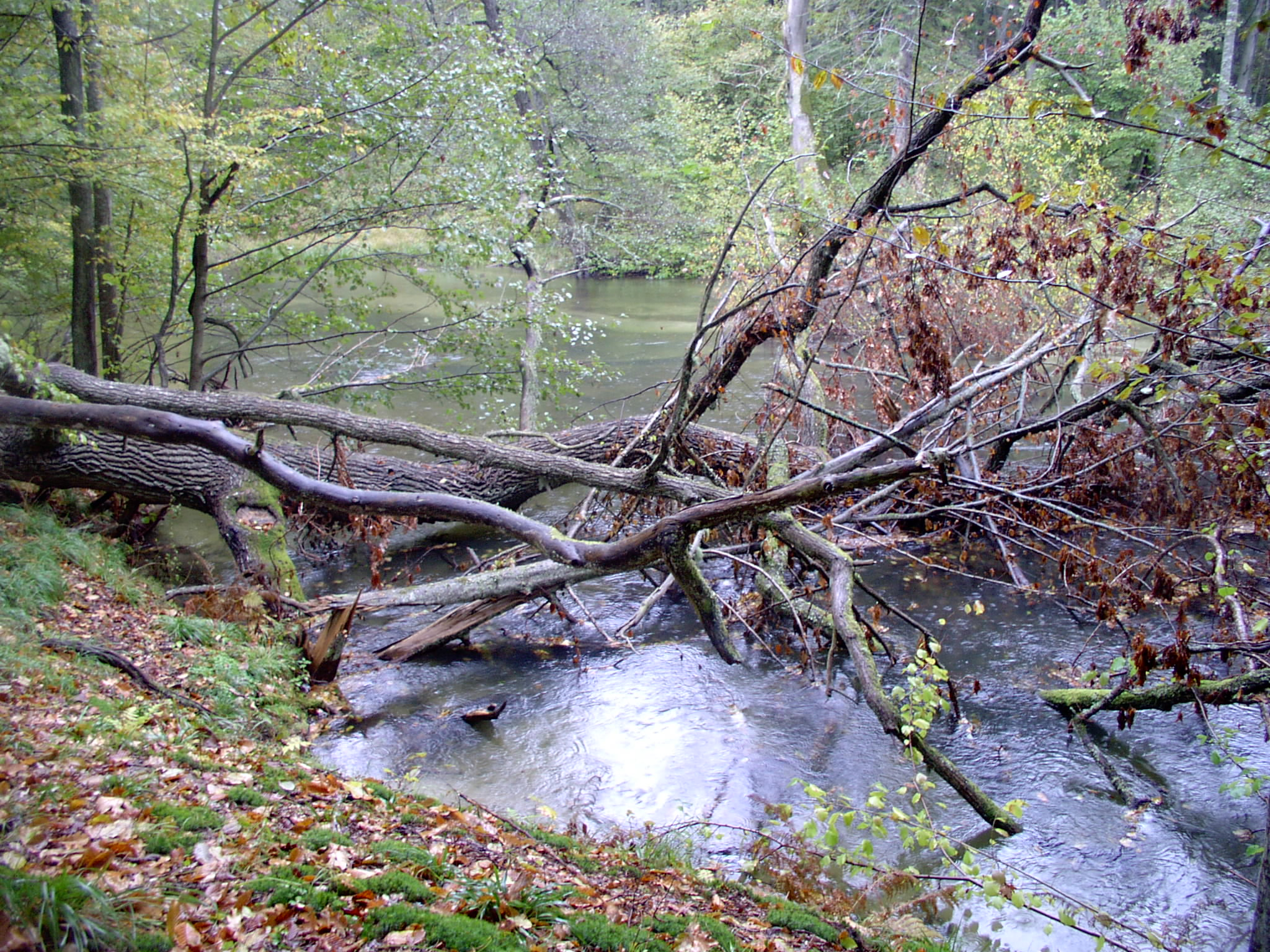
rzeka Łyna

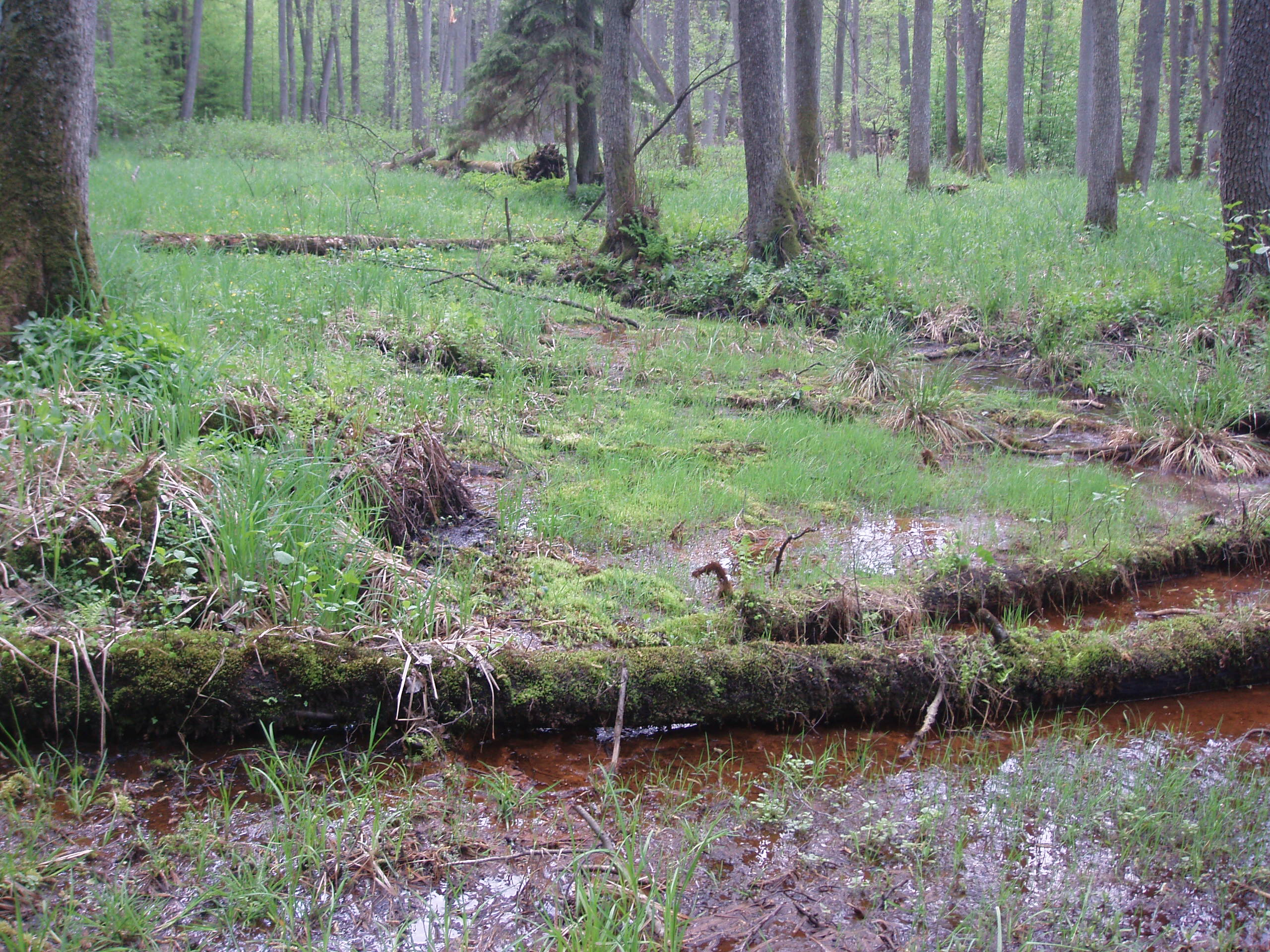
Źródlisko przy rzece Łynie, na terenie rezerwatu Las Warmiński, tuż za wsią Ruś

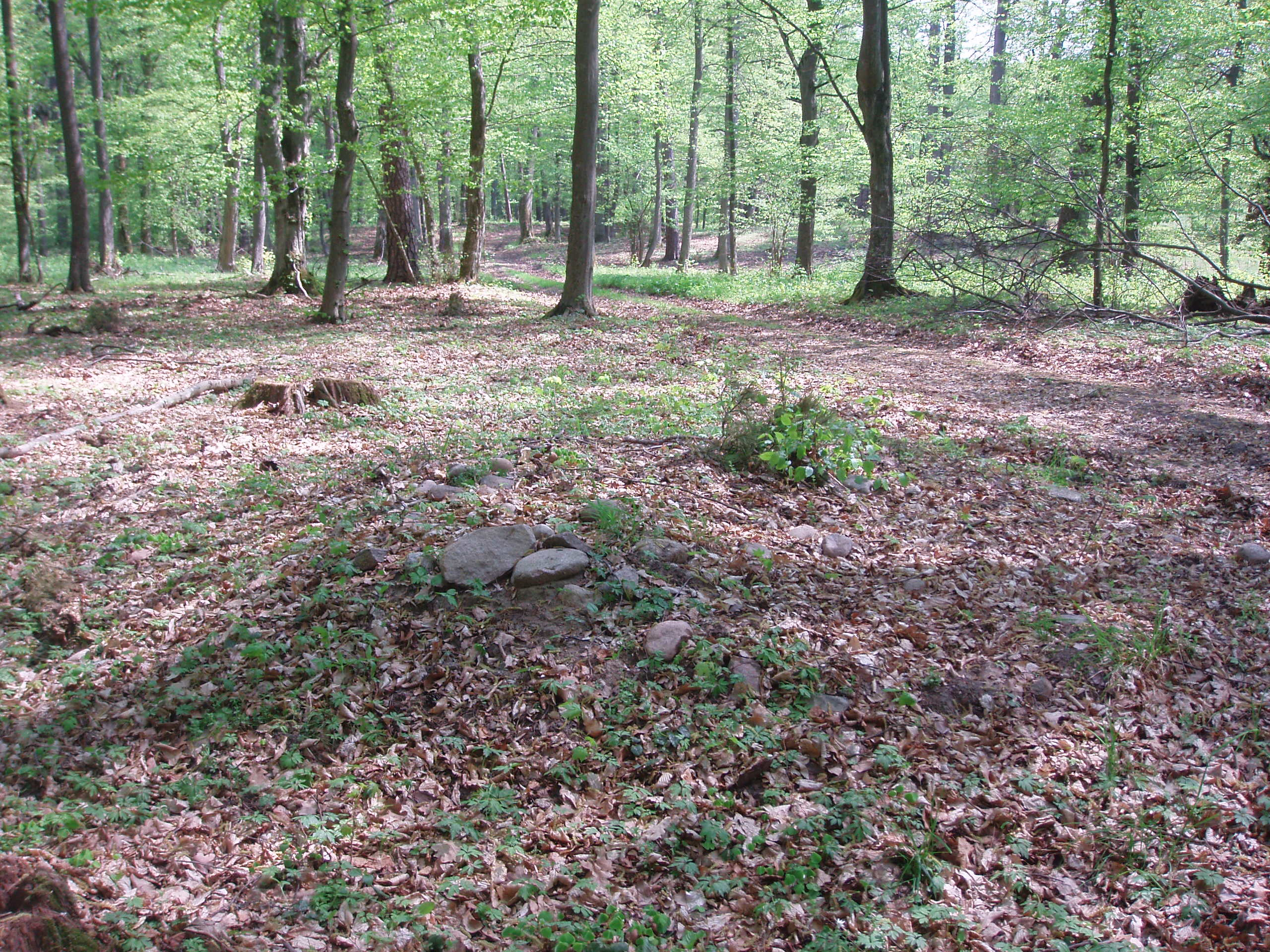
Cmentarzysko kurhanowe w Jełguniu

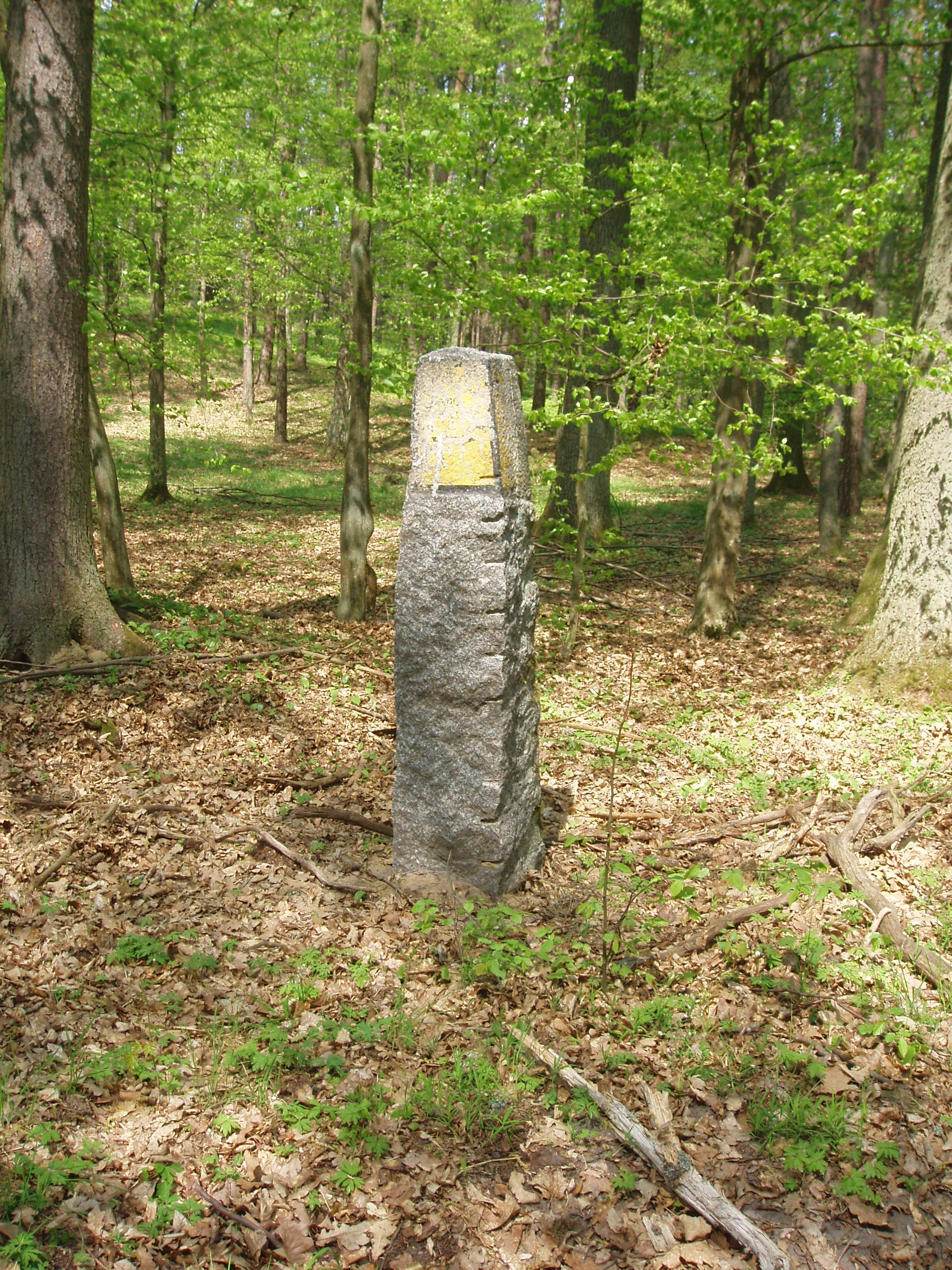
Słup drogowskazowy

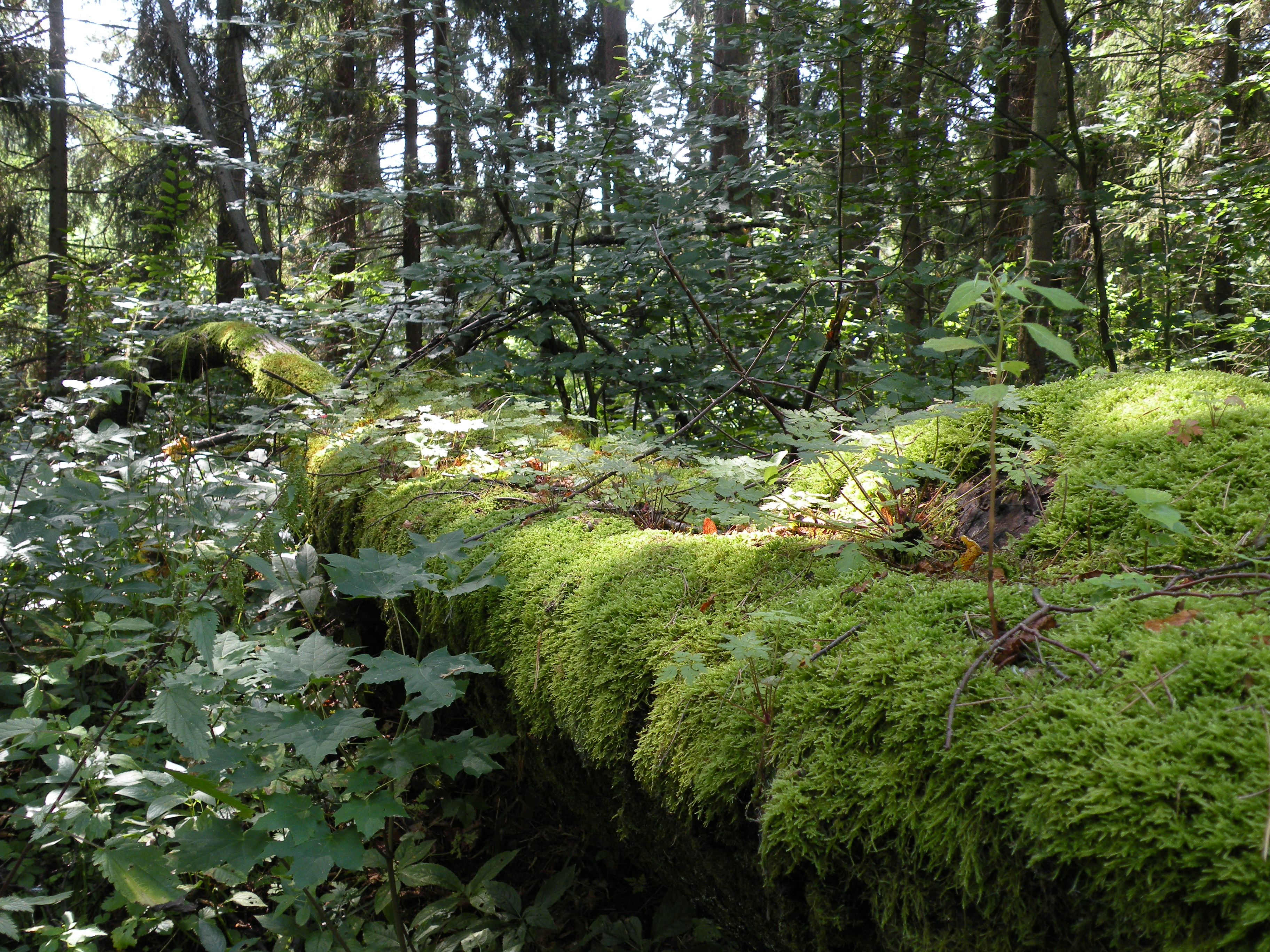
Las Warmiński

Rezerwat przyrody Las Warmiński im. prof. Benona Polakowskiego – leśny rezerwat przyrody położony na terenie gmin Stawiguda i Purda w powiecie olsztyńskim w województwie warmińsko-mazurskim. Został utworzony w 1982 r. pod nazwą Las Warmiński na terenie Nadleśnictwa Nowe Ramuki. Położony jest między Jeziorem Łańskim a wsią Ruś. Powierzchnia rezerwatu wynosi 1819,72 ha (akt powołujący podawał 1798,18 ha).
Rezerwat powstał, by chronić:
- obszary leśne, które charakteryzują się sporym stopniem naturalności – lasy liściaste, bory mieszane, lasy jesionowe i olchowe, bory wilgotne i bagienne,
- odcinek Łyny – przełom o długości 6,5 km, od wypływu z jeziora Łańsk przez jezioro Ustrych do wsi Ruś,
- 4 jeziora: Ustrych, Galik, Jełguń, Oczko.

Powierzchnia rezerwatu jest pofalowanym terenem morenowym z licznymi, podmokłymi zagłębieniami. Atrakcją rezerwatu jest dolina rzeki Łyny. Na odcinku między jeziorem Ustrych a wsią Ruś rzeka ma charakter podgórski. W Lesie Warmińskim znajdują się jeziora śródleśne oraz kurhany sprzed 2000 lat.
W 2013 roku w pobliżu wypływu rzeki Łyny z jeziora Ustrych odsłonięto pamiątkowy głaz z napisem „Rezerwat przyrody Las Warmiński im. prof. Benona Polakowskiego” i jednocześnie zmieniono nazwę rezerwatu w celu upamiętnienia prof. Polakowskiego – wybitnego polskiego botanika, zasłużonego dla ochrony przyrody Warmii i Mazur.

## Flora, mykobiota i fauna
W Lesie Warmińskim znajduje się bogata roślinność, liczne starodrzewy, wśród których przeważa sosna. Najstarsze drzewostany sosnowe mają ponad 200 lat. Drzewo to miejscami osiąga do 38 m wysokości i 100 cm pierśnicy. Niektóre egzemplarze dębu osiągnęły 350 lat.
Szereg drzew jest pomnikami przyrody, do najciekawszych należą: „Dąb Napoleona” oraz wiekowy cis o formie krzaczastej i wysokości ok. 3 m. Oba wymienione egzemplarze uznano za pomniki w 1952 r. Las posiada bogate podszycie, z wieloma gatunkami roślin objętych ochroną. Występują tu: czosnek niedźwiedzi Allium ursinum, kopytnik pospolity Asarum europaeum, konwalia majowa Convallaria majalis, wawrzynek wilczełyko Daphne mezereum, rosiczka okrągłolistna Drosera rotundifolia, przylaszczka pospolita Hepatica nobilis, bagno zwyczajne Ledum palustre, lilia złotogłów Lilium martagon, zimoziół północny Linnaea borealis, widłak Lycopodium clavatum, gnieźnik leśny Neottia nidus-avis, czworolist pospolity Paris quadrifolia, podkolan biały Platanthera bifolia, paprotka zwyczajna Polypodium vulgare i porzeczka czarna Ribes nigrum. W jeziorach występują grążel żółty Nuphar lutea i grzybienie białe Nymphaea alba. W nurcie rzeki Łyny spotkać można rzadki, chroniony gatunek krasnorostu – hildenbrandię rzeczną Hildenbrandia rivularis.
Rezerwat stanowi miejsce bytowania bardzo wielu gatunków grzybów i porostów (grzybów zlichenizowanych), w tym objętych ochroną: grzyby wielkoowocnikowe – gwiazdosz potrójny Geastrum triplex, ozorek dębowy Fistulina hepatica i czarka Sarcoscypha sp.; porosty – obrostnica rzęsowata Anaptychia ciliaris, włostki Bryoria spp., płucnica islandzka Cetraria islandica, płucnica zielonawa C. chlorophylla, nibypłucnik wątpliwy Cetrelia olivetorum, złociszek jaskrawy Chrysotrix candelaris, chrobotek leśny Cladonia arbuscula, chrobotek smukły C. ciliata, chrobotek reniferowy C. rangiferina, mąkla tarniowa Evernia prunastri, żółtlica chropowata Flavoparmelia caperata, pustułka oprószona Hypogymnia farinacea, popielak pylasty Imshaugia aleurites, granicznik płucnik Lobaria pulmonaria, przylepka łuseczkowata Melanelia exasperatula, przylepka okopcona M. fuliginosa, przylepka brodawkowata M. subargentifera, tarczownica skalna Parmelia saxatilis, płaskotka rozlana Parmeliopsis ambiqua, pawężnica drobna Peltigera didactyla, pawężnica łuseczkowata P. praetextata, płucnik modry Platismatia glauca, mąklik otrębiasty Pseudevernia furfuracea, odnożyca mączysta Ramalina farinacea, odnożyca kępkowa R. fastigiata, odnożyca jesionowa R. fraxinea, odnożyca opylona R. pollinaria oraz złotlinka jaskrawa Vulpicida pinastri.
Mieszkańcami lasu są najróżniejsze gatunki zwierząt. Oprócz zwierząt pospolitych możemy tu spotkać takie gatunki jak wydra europejska, łasica, borsuk, popielica czy nietoperze. Okazałym mieszkańcem lasu jest jeleń europejski o charakterystycznej smukłej budowie ciała. Głowę samca (byka) zdobi poroże nazywane przez myśliwych wieńcem. Jelenie z terenu Warmii odznaczają się szczególnie pięknym porożem i ustępują jedynie jeleniom karpackim. Gośćmi rezerwatu bywają wilki.
Las Warmiński jest krainą ptaków, z których wiele należy do gatunków chronionych. Szczególnej ochronie podlegają tu stanowiska ptaków, takich jak: bielik, rybołów, kania czarna, orlik krzykliwy oraz bocian czarny. Wokół ich gniazd wytyczono strefy ochronne, gdzie prowadzi się gospodarkę leśną w ograniczonym zakresie. Poza wymienionymi w lesie warmińskim możemy spotkać inne ciekawe gatunki ptaków m.in. myszołów zwyczajny, żuraw, czajka, dudek, zimorodek i cały szereg innych.

## Historia przekształceń antropologicznych
Ze względu na złożoną i w miarę dobrze poznaną historię zmian przyrodniczych, wywołanych działalnością człowieka, obszar rezerwatu i najbliższych okolic jest dobrym terenem badawczym dla oceny renaturalizacji krajobrazu. Badania takie prowadzone są na UWM w Olsztynie.

### Epoka kamienia
Paleolit (14 000-9000 r. p.n.e.): pierwsze ślady pobytu człowieka, krajobraz tundrowy, w ślad za wycofującym się lądolodem pojawili się łowcy reniferów, przywędrowali z dorzecza Wisły, zakładali krótkotrwałe obozowiska.
Mezolit (8000-5000 r. p.n.e.): ocieplenie klimatu, w miejsce tundry pojawił się las brzozowy, potem brzozowo-sosnowy. Ludność żyła z myślistwa, rybołówstwa i zbieractwa. Zakładano sezonowe obozowiska w pobliżu jezior i rzek. Ślady takiego obozowiska znaleziono nad jeziorem Kośno w pobliżu leśniczówki Mędrzyny (Landryny, Mendriny) (nóż kościany z ok. 7000 r. p.n.e.). W Kielarach odnaleziono ślady pracowni krzemieniarskiej z narzędziami mikrolitycznymi. Około 7000 roku p.n.e. wyemigrowali łowcy reniferów, pojawili się nowi przybysze z Europy. Używali narzędzi mikrolitycznych (tzw. zbrojniki), osiedlali się nad brzegami jezior i rzek, zajmowali się myślistwem.
Neolit (5000-2000 r. p.n.e.): klimat atlantycki cieplejszy i wilgotniejszy od obecnego, w krajobrazie pojawiły się rozległe puszcze liściaste. Osady lokowano nad brzegami jezior i rzek, a ludność żyła z rybactwa, łowiectwa, zbierała owoce lasu. Pojawiły się pierwsze naczynia gliniane oraz początki uprawy ziemi (w dolinach rzek, bez karczunku lasu) i hodowle zwierząt (pierwsze zboża i udomowione zwierzęta hodowlane). Udoskonalono rybołówstwo: obok harpunów i wędek pojawiły się bardziej wydajne sieci łowne. Domostwa budowano bardziej solidnie. Obrabiano drewno, poroża, kości skóry zwierząt, włókna roślinne, produkowano siekierki i toporki z kamienia gładzonego. Około 3000 r. p.n.e. upowszechniła się ceramika (naczynia gliniane), uprawy zbóż i hodowla zwierząt. Karczowano i wypalano lasy, uprawiano jęczmień, pszenicę żyto. Po wyjałowieniu gleby wypasano bydło, owce, kozy. Po kilkunastu latach przenoszono siedziby w inne miejsce. Porzucone polany (pola i pastwiska) ponownie zarastały lasem.
Na ziemiach Pojezierza Mazurskiego ścierały się wpływu dwu kultur: fińsko-bałtyjskiej (ceramika z ornamentem grzebykowym) i środkoworosyjskiej (ceramika z ornamentem dołkowym). Kultury te przemieszały się.
Nowe plemiona pojawiły się ok. 3000 r. p.n.e. Z dorzecza Wisły zaczęła napływać ludność rolniczo-hodowlana kultury pucharów lejkowatych. Po nich z terenów współczesnych Kujaw przybyła ludność kultury amfor kulistych, zajmowali się rolnictwem i handlem (m.in. bursztynem). Ślady ich pobytu odnaleziono w Bartągu, Kielarach, Butrynach, Chaberkowie, Jełguniu, Rusi.
Pod koniec III tysiąclecia p.n.e. (ok. roku 2000 p.n.e.) pojawiły się plemiona kultury ceramiki sznurowej – Praindoeuropejczycy. Zaczęły powstawać większe osady. Ludność żyła z rybołówstwa i myślistwa, a także hodowli i rolnictwa. Z pewnością zbierano w lesie jagody i grzyby. Relikty tej kultury (ceramiki sznurowej) znajdujemy w okolicach Jełgunia (cmentarzysko z kurhanami), Ząbie (cmentarzysko). U schyłku epoki kamienia nastąpił regres demograficzny i wyludnienie.

### Epoka brązu
Epoka brązu (1600-600 r. p.n.e.). Około 1600 roku p.n.e. zaczęły napływać pierwsze wyroby z brązu, najprawdopodobniej jako wynik wymiany handlowej za bursztyn. Ślady znaleziono w Kurkach. Około 1100 r. p.n.e. zaczęły powstawać nowe osady, prawdopodobnie w oparciu o ludność miejscową oraz przybyszów z dorzecza Wisły (kultura łużycka). Trwałe i ludne osiedla budowane były w zakolach rzek, na półwyspach jezior lub na pagórkach. Ślady takich osad odkryto w Olsztynie, Worytach, Klewkach, Bartągu, Kielarach, Pluskach.
Około roku 1000 p.n.e. nastąpiła zmiana obrzędu pogrzebowego, upowszechniła się kremacja (ciałopalenie). Resztki ze stosu pogrzebowego zbierano do naczyń glinianych (popielnic) lub wsypywano wprost do ziemi. Cmentarzyska takie odkryto w Bałdach i Pluskach. Czasem usypywano ziemno-kamienne kurhany (Jełguń, Pluski) pokryte kamiennym brukiem. Cmentarzysko w Jełguniu było używane w latach 800-600 p.n.e. W pobliżu znajdowało się osiedle.
W epoce brązu ludność żyła z rolnictwa i hodowli, pola powiększano poprzez wrąb i wypalenia pierwotnej puszczy. Ślady metalurgii brązu odkryto w Cerkiewniku i Worytach.

### Epoka żelaza
Epoka żelaza. Około roku 500 p.n.e. zaczęto wytwarzać wyroby z żelaza (narzędzia, broń). Pojawiła się kultura kurhanów zachodniobałtyjskich (utożsamia się ją z zachodnimi Bałtami, pochodzącymi z dorzecza górnego Dniepru, Dźwiny i Oki). Odnotowano znaczny wzrost zaludnienia, pojawiły się osiedla obronne, usytuowane na jeziornych wyspach (Pluski, Ząbie) oraz na morenowych wzniesieniach, dodatkowo umocnionych kamienno-ziemnymi wałami, palisadami drewnianymi lub suchymi fosami (np. Sząbruk). W ceramice pojawiły się naczynia o kulistych dnach oraz zwyczaj chowania zmarłych w grobowcach kurhanowych. Ludność (Bałtowie, Prusowie) zajmowała się hodowlą bydła, owiec, kóz, a przede wszystkim koni tarpanów. Uprawiano także zboża (pszenica, jęczmień, owies, proso, żyto), groch, bobik. Zajmowano się łowiectwem, rybołówstwem i bartnictwem.

### Germanie
W okresie rzymskim (200 r. p.n.e.-400 r. n.e.) pojawiło się osadnictwo germańskich Wandalów, Gotów, Gepidów, najprawdopodobniej nastąpiło przemieszanie z Galinami. Później napłynęli Herulowie powracający z terenów Morza Czarnego.
Germańscy Wandalowie – kultura przeworska (200 r. p.n.e.-200 r. n.e.). W okolicach Łajsu stanowili zwartą enklawę (północna granica zwartego obszaru występowania między Odrą a Wisłą). Ślady ich osad znaleziono w Bartągu, Bartążku, Gągławkach, Przykopie, Rusi, Rybakach, Tomaszkowie, Ząbiu.
Germańscy Goci – kultura wielbarska (200-400 r. n.e.). Przybyli ze Skandynawii, osiedlili się na Pomorzu, później dotarli na tereny okolic górnej Łyny, a dalej przez Lubelszczyznę i Podole nad Morze Czarne. Ślady Gotów odnaleziono w Bartągu, Gągławkach, Tomaszkowie a ich cmentarzyska w Bartągu, Gryźlinach, Tomaszkowie.
Herulowie. W latach 400-600 r. n.e. uwidoczniły się wpływy z obszarów naddunajskich i stepów czarnomorskich. Po rozbiciu państwa Gotów przez Hunów, część ludności powróciła na swe wcześniejsze tereny, w tym Galindowie, którzy wyprawili się z Gotami nad Morze Czarne. Ukształtowała się specyficzna kultura mazursko-germańska (kultura olsztyńska), której ślady znajdujemy w Kielarach i Pasymiu (łączyła zapewne element germański jak i bałtyjski). Ludność uprawiała zboża (jęczmień, pszenicę, proso), hodowała bydło, owce, konie i świnie. Domostwa miały konstrukcję drewniana i były częściowo zagłębione w ziemi. Osady oddzielone były obszarami pustek (typowe dla Europy Środkowej tego okresu).

### Prusowie
Relikty osadnictwa pruskiego odnajdujemy w nazwach: Lauks – pole, (łac. campus) – jednostka osadnicza najniższego rzędu (pojedyncze gospodarstwo lub grupa kilku-kilkunastu rodzin); wchodziła w skład tzw. „małej ziemi” – jednostki plemiennej Prusów.
Lauks nie miał określonego obszaru. Była to ziemia uprawna w wykarczowanej puszczy, na polanie. Grunty lauksu nie stanowiły zwartego układu, składały się z drobnych kawałków ziemi. Poszczególne lauksy oddzielała puszcza lub jeziora, bagna i rzeki. Najbardziej prymitywną formą lauksu było pojedyncze gospodarstwo. Większe lauksy składały się z kilku lub kilkunastu rodzin. Z lauksów odchodziły rodziny, aby założyć w niewielkiej odległości następne osady (lauksy) o takiej samej nazwie lub nieco zmienionej. Lauks nie był wsią w rozumieniu wsi polskiej czy niemieckiej. Prusowie nie osiedlali się w jednym miejscu, a ich gospodarstwa były rozrzucone z dala jedno od drugiego. W sąsiedztwie osady znajdowało się miejsce składania ofiar, święty gaj itp. W razie zagrożenia ludność chroniła się w gródkach obronnych. W pobliżu znajdowało się także miejsce grzebania zmarłych.
Nazwa lauks zachowała się w kilku nazwach wsi: Łajs, Łajsy. Reliktem są nazwy „Łajs”, „Łajsy” oraz końcówki lauken, -lack (w języku niemieckim) lub -ławki (spolszczenia), np. Gągławki/Ganglauken, Wopławki/Woplauken, Pasławki/Passlack.
Prusowie chowali zmarłych w lasach. Pobliskie Kopanki i Przykop nazwę mogą brać od pruskiego słowa kopy – groby. Kopanki to miejsce grobów, a Przykop, miejsce przy grobach.
Butryny nazwę swą biorą zapewne od pruskiego osadnika-zasadźcy Butryma, ewentualnie od rdzenia but – dom.
Nazwa Bałdy wywodzi się prawdopodobnie od pruskiego słowa bala – oznaczającego bagno, błoto.
Z początkiem 600 r. zaprzestano użytkowania większości osad i cmentarzysk. Ukształtowały się znane nam plemiona Prusów. Do Europy Środkowej napłynęli Słowianie (spokrewnieni z Bałtami, z udziałem plemion sarmackich i wpływem Germanów). W Europie nastąpiła epoka wędrówek ludów i ekspansji Słowian. W okolicach rezerwatu Las Warmiński coraz wyraźniej uwidaczniały się wpływy słowiańskie. O związkach Prusów ze Słowianami przybyłymi z dorzecza Dniestru świadczy pojawienie się w Galindii kamiennych posągów zwanych „babami”.
W latach 800-1200 r. n.e. miały miejsce okresy wyludnienia. W wyniku wędrówek ludów i załamania się szlaków handlowych, w tym najważniejszego szlaku bursztynowego, doszło do wyludnienia Galindii (osadnictwo przeniosło się w dorzecze Gubra i górnej Drwęcy, wyodrębniły się plemiona Bartów i Sasinów.
Galidnia to nic innego jak „Ukraina”, kraj na granicy, obrzeże. Osadnictwo było rzadsze, na dawne polany i pola powracał las, a osady i cmentarzyska znikały w dzikiej przyrodzie. Osadnictwo jednak całkowicie nie znikło.

### Średniowiecze
Wały obronne z XIV lub XV wieku k. leśniczówki Zazdrość to fragment systemu obronnego między Barczewem, Pasymiem i Purdą. W strażnicy obronnej w Bartążku z XIV kapituła warmińska w 1348 r. zdecydowała o lokacji Olsztyna.
Wyniszczone w XII wieku najazdami książąt polskich ziemie Sasinów i Galindów zostały znacznie wyludnione.
Osadnictwo niemieckie prowadzone przez zakon krzyżacki polegało na zakładaniu wsi na dawnych terenach rolnych lub na surowym korzeniu, tj. poprzez karczunek puszczy. W drugim przypadku powstawały miejscowości, których nazwa zawierała końcówkę niemiecką walde – oznaczającą las, puszczę (-wałd po spolszczeniu): Grunwald, Bruchwałd, Gietrzwałd, Ługwałd, Brąswałd.
Zakon i Kapituła Warmińska lokując nowe wsie, osadzała osadników z Niemiec, bądź Prusów lub Polaków, a nawet Rusinów. Na przykład w XIV wieku w Rusi, Kapituła Warmińska osadziła pięciu pruskich bartników. Dlatego pruskie nazwy miejscowości nie muszą pochodzić z czasów dawniejszych, a wynikać ze średniowiecznego osadnictwa.
W średniowieczu uprawiano tzw. trójpolówkę, co na gruntach piaszczystych przynosiło słabe plony.
Historycy niemieccy wskazują, że nazwy Ruś czy Ruszajny (niem. Reuschahagen) pochodzą od rusińskich osadników z Rusi Białej. Inni wiążą nazwę z więcierzem do połowu ryb Fischreuse. Jeszcze inni wskazują na pruskie słowo rusite czyli ciec, a więc określenia dotyczącego wody, w tym przypadku rzeki Łyny Rusele, Russe.
Osadnictwo kapitulne: na polu Bertynga – Bartążek (1335) (pruski Bartąg) i Bartąg (1345) (niemiecki Bartąg – wskazywałoby na różny etnos osadników), Jaroty (1342, osadnik Prus Jomen), Dorotowo (1348, zasadźca Prus Dorot), Szczęsne (1353), Klewki (1353), Klebark Wielki (1357), Tomaszkowo (1363), Ruś (1374), Butryny (1412).
Oprócz wsi powstały majątki szlacheckie: Gągławki (1348), Kielary (1361), Maudy (obecnie Majdy 1534). Wszystkie wsie zostały zniszczone w czasie wojen polsko-krzyżackich w XV i XVI wieku. Ponownie zasiedlane były w latach 1516-1521 przez samego Mikołaja Kopernika.
W XVI w. założono położoną na terenie obecnego rezerwatu, dziś już nieistniejącą, wieś Sójka (Soyka).

### Okres rozwoju przemysłu
- XVIII w. – pierwsze wzmianki o hucie szkła (oraz smolarniach – wytwórniach potażu) nad płd. brzegiem jeziora Jełguń. W połowie XIX w. liczba stałych mieszkańców osady Jełguń wahała się między 250-300 osób
- 1785 r. – wzmianka o tartaku przy młynie na Łynie w Sójce (młyn istniał również w Ustrychu)
- 1876 r. – zaprzestanie produkcji w Jełguniu, rozbiórka większości zabudowań
- II poł. XIX w. – miejsce hutników zajęli flisacy – drewno transportowano Łyną przez Ruś do Olsztyna.
- lata 80. i 90. XIX w. – planowa akcja zalesień – Pruskie Stacje Doświadczalne z egzotami; teren byłego leśnictwa Jełguń obejmował najbogatsze zgrupowanie egzotów na obszarze byłych Prus Wschodnich (uprawiano tu m.in.: Abies alba, A. concolor, A. nordmanniana, Betula lenta, Carya laciniosa, Chamaecyparis lawsoniana, Ch. pisifera, Fraxinus americana, Pseudotsuga menziesii, Quercus rubra, Thuja plicata, Fagus sylvatica, Larix sp.)

### Druga połowa XX w.
- 1952 r. – ośrodek wypoczynkowy Rady Ministrów w Łańsku (dawna osada rybacka), w latach 60. i 70. zajmował kilkadziesiąt tysięcy hektarów lasów wraz z jeziorami, ogrodzony płotem z siatki o długości ponad 200 km (w XIX wieku istniał tu pałacyk myśliwski władców niemieckich)
- lata 70. XX w. – wyludnienie okolicznych wsi na skutek wyjazdu do Niemiec rdzennej ludności; gospodarkę leśną zdominowało łowiectwo
- propozycja utworzenia na terenie Lasów Ramuckich rezerwatu przyrody: Z. Czubiński 1977 – Rezerwaty przyrody w Polsce (rezerwat „Ramuki” chroniący zespoły leśne, pow. 12 ha, drzewostan świerkowy typu borealnego)

Wyludnienia po 1945, rozwój turystyki, zalesienia i renaturalizacja obszaru rezerwatu Las Warmiński.
Zalesianie gruntów porolnych pod koniec XX w., w okolicach rezerwatu (Butryny, Łajs, Tylkowo itd.).